# کمین، قرقیزستان
کمین (به قرقیزی: Кемин) شهری در استان چوئی کشور قرقیزستان است که در سرشماری سال ۲۰۰۵ میلادی، ۱۰٫۲۹۵ نفر جمعیت داشته است.